# Флажок (интерфейс)

Примеры чекбоксов.

Флажок, флаговая кнопка, чекбокс (от англ. check box), галочка — элемент графического пользовательского интерфейса, позволяющий пользователю управлять параметром с двумя состояниями — ☑ включено и ☐ отключено. Во включённом состоянии внутри чекбокса отображается отметка (галочка (✓), или реже крестик(×)). По традиции флажок имеет квадратную форму. Рядом с флажком отображается его обозначение, обычно — подпись, реже — значок. Для увеличения площади активного элемента на нажатие мышью обычно одинаково реагируют как сам флажок, так и подпись к нему.

## Поведение
Многие рекомендации по построению интерфейсов советуют по возможности не использовать флажок для запуска каких-либо процессов. Однако состояние флажка может в реальном времени влиять на состояние других элементов, например, при установке флажка можно активировать недоступные ранее элементы управления.
Метафора флажка предполагает два взаимоисключающих состояния, однако флажок не всегда подходит в таких ситуациях. Флажок подходит, когда эти состояния воспринимаются как варианты «да — нет», если же они равнозначны (например, выбор между книжной и альбомной ориентацией листа при печати), флажок не подходит.
Большинство операционных систем позволяет устанавливать флажок в так называемое «третье состояние», однако его следует использовать как вариант «флажок установлен для некоторых элементов из списка». При этом нажатие на флажок переведёт все элементы списка в одно из двух состояний.

## Реализации

### HTML
В веб-формах для вывода чекбокса используется элемент HTML <input type="checkbox">.

### Текстовый интерфейс
При использовании расширенного текстового интерфейса пользователя флажок обозначался прямоугольными скобками [ ]. Во включенном состоянии между скобками ставились буквы x, v, знак корня √ либо галочка — если реализация интерфейса позволяла использовать Юникод.

### Юникод
В Юникоде пустой и отмеченный чекбоксы представлены кодами U+2610 (☐, 'BALLOT BOX'), U+2611 (☑, 'BALLOT BOX WITH CHECK'), и U+2612 (☒, 'BALLOT BOX WITH X').

## Альтернативы

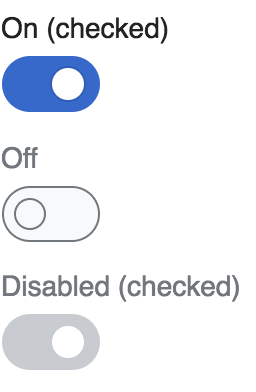
Тумблеры

В мобильных приложениях распространена особая разновидность переключателя — так называемый тумблер (toggle switch). В отличие от флажка, чтобы включить или выключить тумблер, нужно перетащить движок тумблера в ту или иную сторону. Часто на самом тумблере выводят его положение, однако пользователю не всегда очевидно, находится ли тумблер в этом состоянии, или перейдёт в него, если переместить движок. Поэтому обычно советуют подписывать положения тумблера снаружи.
Кнопки с фиксацией применяются обычно в панелях инструментов, так как занимают мало места и позволяют размещать на себе значок. По виду кнопки невозможно определить, фиксируется она или нет.
Кнопки с изменяющейся надписью/значком — в них также есть проблема: является ли надпись/значок индикатором текущего состояния или действия, которое произойдёт после нажатия? Поэтому такие кнопки применяются только тогда, когда текущее состояние понятно из контекста.
Также вместо флажка можно использовать переключатели (радиокнопки, кнопки с зависимой фиксацией и т. д.), если им задать только два положения.